# Hatvany-Deutsch Sándor
Hatvany-Deutsch Sándor, báró (Arad, 1852. november 17. – Nagysurány, 1913. február 18.) magyar gyáros, közgazdász, a Gyáriparosok Országos Szövetsége (GYOSZ) alapítója és alelnöke. Fia Hatvany Lajos író, a Nyugat egyik alapítója.

## A magyar cukoripar fellendítője
Tanulmányai végeztével tagja lett a nagyapja által alapított Deutsch I. és fia cégnek, melyet ő fejlesztett elsőrendű ipari és kereskedelmi vállalattá. Számos ipari és más gazdasági vállalatot hozott létre. Ezek közt az ország gazdaságában a legszámottevőbb a nagysurányi cukorgyár és finomító volt, mert ez csakhamar a világpiacon is számottevő tényező lett. Később beolvasztotta a Kohner Adolf fiai és a Brüll Henrik és fiai cégeket, majd unokatestvérével, Hatvany Józseffel  megvetette alapját a hatalmas hatvani cukorgyárnak és unokatestvérével, Hatvany Bélával együtt a sárvári, az oroszkai és a sarkadi cukorgyáraknak. A hazai cukoripar Hatvanynak és unokatestvéreinek köszönheti fellendülését és világpiaci tekintélyét. Az ő érdemük, hogy a pénzügyi kormányzat támogatásával az osztrák cukrot versenyképtelenné tették és kiszorították a hazai piacról.
A gazdálkodás szempontjából nélkülözhetetlen szerepe volt a saját földbirtoknak. Az összterületet tekintve Hatvany-Deutsch Sándor az arisztokrata birtokosok között a 75. volt, a nem történelmi családok, a friss arisztokraták közül azonban nem előzte meg senki. Ez a kiterjedt földbirtok volt az alapja a szorosan a mezőgazdasághoz kötődő gyáralapításoknak. Ilyen alapítás volt többek között az Erőtakarmánygyár, a Mezőgazdasági és Kereskedelmi Rt., a hatvani Növénynemesítő Rt., majd a két világháború között a hatalmas sikernek bizonyult, és máig működő „Aranyfácán” márkanevet megteremtő Hatvani Paradicsomkonzerv-gyár.

## Egyéb tevékenységei
Tevékenységének eredménye még a Fővárosi Sörgyár alapítása és a nasici tanningyár fejlesztése, valamint a losonci, a debreceni István-gőzmalom, a borsod-miskolci gőzmalom megteremtése, mely utóbbiakban Hatvany Károly segédkezett neki. 1894-től az általa alapított Magyar Cukorgyárosok Országos Egyesülete elnöke. 1902-ben Chorin Ferenc báróval megalapítja a Magyar Gyáriparosok Országos Szövetségét (GYOSZ), amelynek első alelnöke volt. A Vígszínház alapításában is nagy része volt. Számos jótékonysági akció is fűződik nevéhez, így a Zsidó Kórház női osztályának és a nagyapja által alapított aradi árvaháznak a kibővítése, valamint gyermekazilum és sinylők-háza alapítása birtokán. Közgazdasági cikkein kívül, melyek főképp a Pester Lloydban jelentek meg, Cukoriparunk címmel nagyobb közgazdasági tanulmánya jelent meg a Budapesti Szemlében.
Érdemeiért a I. Ferenc József magyar király főrendiházi tagsággal (1903), magyar nemességgel és bárói méltósággal (1908. október 23.) tüntette ki.